# Aderklaa
Aderklaa – gmina w Austrii, w kraju związkowym Dolna Austria, w powiecie Gänserndorf. Liczy 191 mieszkańców (1 stycznia 2014).